# Sempachersee

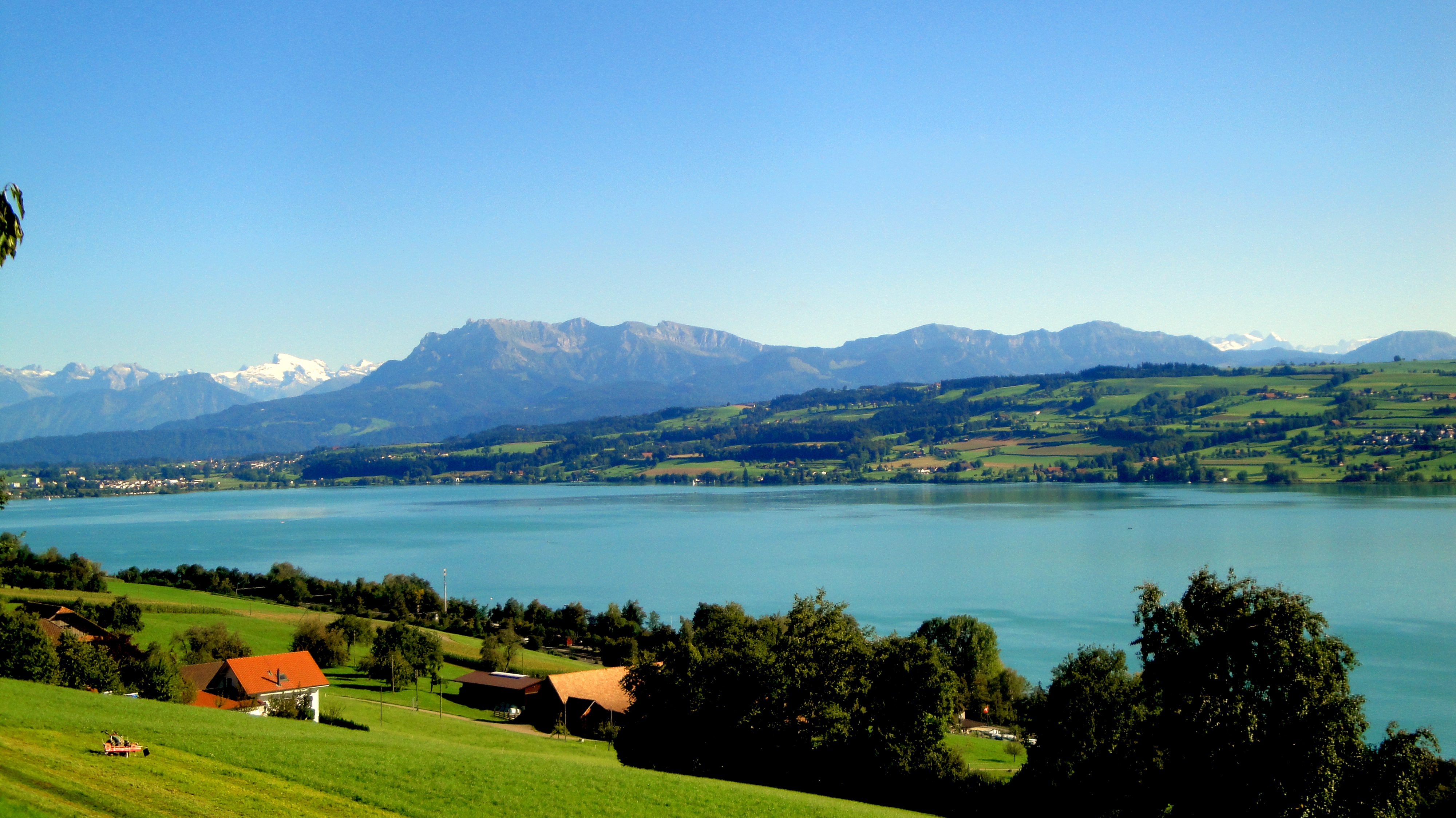
Sempachersee mit Pilatus und Titlis

Der Sempachersee ist ein See bei Sursee im Schweizer Kanton Luzern. Er hat eine Fläche von 14,5 km², sein Wasserspiegel liegt auf 504 m ü. M., er fasst 0,66 km³ und ist an der tiefsten Stelle 87 m tief. Seine Länge beträgt 7,5 km, der Umfang 19,7 km und der mittlere Abfluss 1,28 m³/s.
Im Gegensatz zu den meisten Schweizer Seen sind weite Teile des Seeufers nicht öffentlich zugänglich, sondern durch abgezäunte Privatgrundstücke abgesperrt. Das Badeverbot für die gesamte Uferpromenade von Sempach stammt aus den 1960er-Jahren.
An den Sempachersee grenzen sieben Gemeinden an: Sursee, Sempach, Oberkirch, Nottwil, Eich, Schenkon und Neuenkirch. In diesen leben insgesamt ca. 30'000 Menschen.

## Geschichte
Der sich gegen Ende der Würmeiszeit zurückziehende Reussgletscher hinterliess vor rund 12'000 Jahren mehrere Moränen, darunter auch diejenige von Mariazell, die den Sempachersee an seinem Nordende aufstaut. Mehrere bei Ausgrabungen gefundene Pfahlbauten belegen neolithische und bronzezeitliche Besiedlung am See.
1806 wurde der See um etwa 1,7 Meter abgesenkt, wodurch viel Land gewonnen und die Gefahr von Überschwemmungen reduziert werden konnten. Seither wird die Seehöhe beim Abfluss der Sure (im Aargau Suhre) in Oberkirch künstlich reguliert.
Seit Dezember 2023 ist aber der Pegel wegen der nassen Witterung (u. a. durch die Unwetter in der Schweiz im Sommer 2024) konstant hoch. Um die Abflusskapazität zu erhöhen, wurden die 2020 an der Sure vorgenommenen Revitalisierungsmassnahmen teilweise rückgängig gemacht.

## Wasserqualität
Die Intensivierung der Landwirtschaft rund um den See sowie die vermehrte Einleitung ungereinigter Siedlungsabwässer führten in den 1970er-Jahren zu einem massiv höheren Nährstoff-Eintrag, was ein übermässiges Gedeihen von Algen hervorrief. Nach ihrem Absterben entzogen diese bei ihrer Zersetzung im Tiefenwasser dem See viel Sauerstoff, was 1984 in einem Fischsterben gipfelte.
In dieser Zeit wurden mehrere Massnahmen ergriffen, die Sauerstoff-Verhältnisse im See zu verbessern. Einerseits wurde versucht, den Nährstoff-Eintrag einzudämmen, beispielsweise durch verbesserte Abwasserbehandlung, durch Einschränkung von Düngung und Nutzung von Flächen direkt am See oder durch Motivierung der Landwirte zu freiwilligen ökologischen Beiträgen gegen Entschädigung. 1999 wurden mit dem auf 10 Jahre ausgelegten Phosphorprojekt diese Anstrengungen intensiviert.
Andererseits wurde der See seit 1984 in einer Tiefe von etwa 80 Meter künstlich belüftet. Von 1984 bis 1996 wurden im Sommer beträchtliche Mengen von reinem Sauerstoff in den See eingebracht (Maximum 1986: 580 Tonnen). Im Winter wurde mit Druckluft-Eintrag die Wasserzirkulation im See unterstützt. Ab 1997 zeigte die Seesanierung Wirkung, und der Reinsauerstoff konnte wegen der fortschreitenden Gesundung des Sees durch normale, feinblasig eingepumpte Luft ersetzt werden.
Die deutlich besseren Phosphor-Werte erlaubten zwar nach und nach eine Reduktion der Dauer der täglichen Belüftung, aber der See kann vorläufig noch nicht gänzlich sich selbst überlassen werden. Zudem ist der Sempachersee auf seine Grösse bezogen der ertragreichste See in der Schweiz für Fischfang. Die Schweizer Luftwaffe benutzte den See früher als Schiessplatz, wo der Abwurf von Bomben und der Einsatz der Bordkanonen geübt wurden.
Seit 2021 gilt im Kanton Luzern eine neue Phosphor-Verordnung, welche den Bauern im Einzugsgebiet von Sempacher-, Baldegger- und Hallwilersee vorschreibt, weniger Gülle auszutragen und den Tierbestand nicht zu erhöhen.

## Regelmässige Veranstaltungen
Jährlich findet Anfang Juli der Sempachersee-Triathlon statt. Bei der jährlichen See-Überquerung im August legen Schwimmer eine 2,1 km lange Strecke zum anderen Ufer zurück. Im Strandbad Sursee findet jedes Jahr die «Bühne am See» statt. Regelmässige Wettkämpfe im Segelsport richtet der Yachtclub Sempachersee aus. Im Herbst veranstaltet der Ruderverein Seeclub Sursee eine Regatta. Im Frühling wird der Sempachersee beim Halbmarathon Sempacherseelauf umrundet.

## Triechter

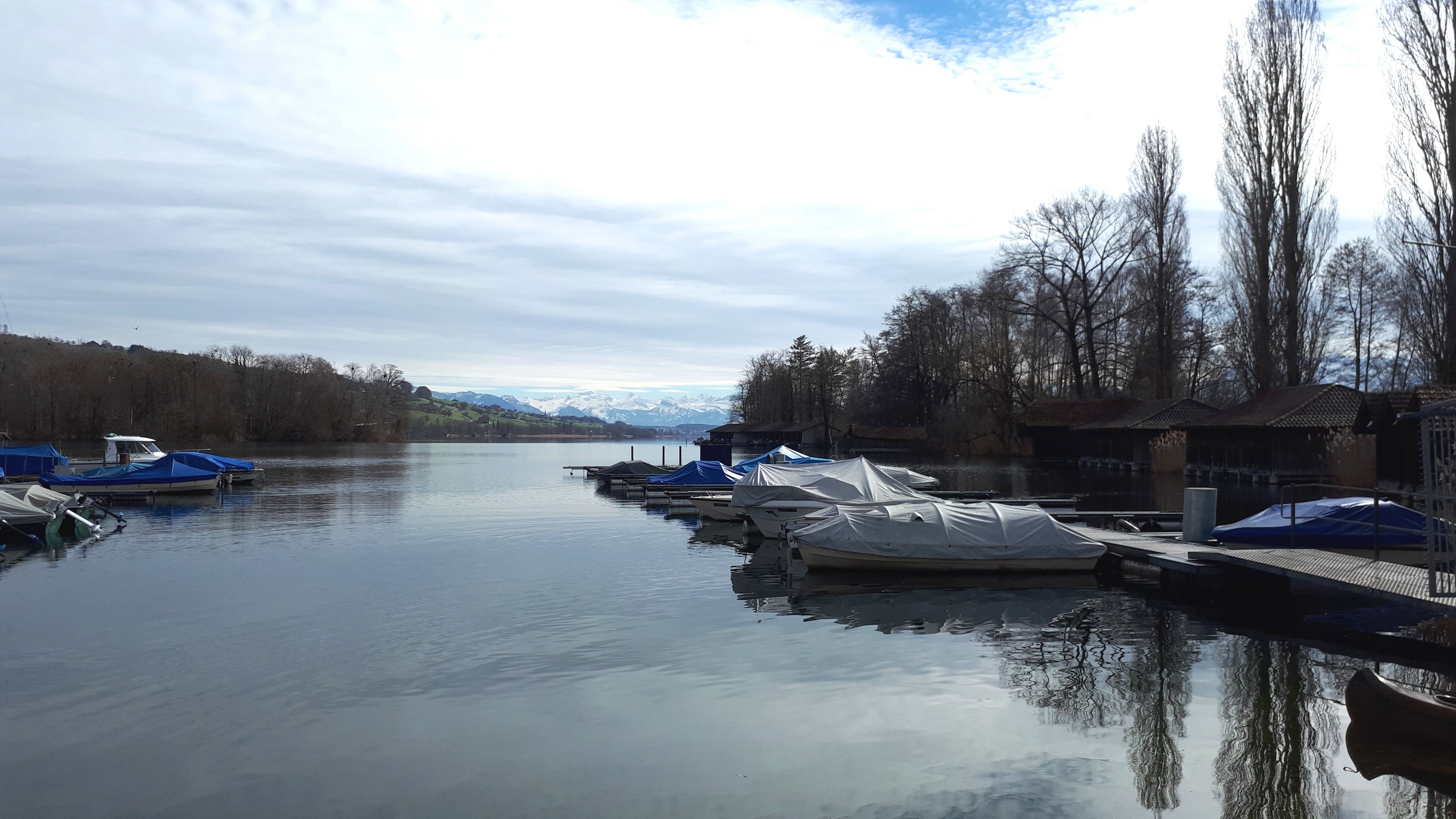
Sempachersee Triechter Sursee

Der Triechter  ist eine von zwei Halbinseln umgebene Bucht am Nordende des Sees. Auf der westlichen Halbinsel führt ein Wanderweg an der Ruine einer romanischen Kirche vorbei, auf der östlichen liegen Privatgrundstücke. Dazwischen befinden sich mit einem Steinkreuz markiert der alte Standort der Kapelle Mariazell, des Weiteren Bootsplätze, das Strandbad von Sursee sowie der Seeclub Sursee. Das Wasser gilt hier als nicht besonders sauber, da der Triechter keinen Abfluss hat.

## Vereine
Den See als Trainingsfläche benutzen der Seeclub Sursee, der Seeclub Sempach, die SLRG Sempachersee, der Windsurfclub Eich, der Surfclub Sempachersee und der Yachtclub Sempachersee.

## Badeanstalten
Ausser Oberkirch hat jede Gemeinde am Sempachersee eine Badeanstalt (Badi). In Oberkirch ist der gesamte Seezugang Naturschutzgebiet oder in Privatbesitz. Der Versuch, einen öffentlichen Seezugang mit einer Badeanstalt zu schaffen, war trotz einer Unterschriftensammlung nicht erfolgreich. In Schenkon gibt es neben der Badi einen zweiten, unbewachten Seezugang beim Seepark. Dort ist das Baden jedoch wegen des Bootssteges verboten. Neuenkirch hat einen kleinen unbewachten Badeort, die sogenannte Rossbadi. Nottwil hat einen kleinen, öffentlichen und unbewachten Seezugang. In der Sommerzeit hat es am See ein Restaurant. Sursee am nördlichen Ende und Sempach am südlichen Ende des Sees haben je eine öffentliche Badeanstalt. Auch in der Gemeinde Eich wird eine öffentliche See-Badi betrieben.